# Mad Max (videójáték, 2015)
A Mad Max nyitott világú akció-kaland videójáték, melyet az Avalanche Studios fejlesztett és a Warner Bros. Interactive Entertainment jelentett meg. A játék Észak-Amerikában 2015. szeptember 1-jén, Ausztráliában szeptember 2-án, Új-Zélandon szeptember 3-án és Európában szeptember 4-én jelent meg, Microsoft Windows, PlayStation 4 és Xbox One platformokra.
A játék célja, hogy a főszereplő Max Rockatanskyt irányítva a poszt-apokaliptikus Senkiföldjén (Wasteland), megtaláljuk és megbosszuljuk a játék előzményeként szolgáló eseményt, miszerint a helyi hadúr, Scabrous Scrotus elrabolja az autóját és a sivatag közepén magára hagyja szomjan halni. A Senkiföldje egy elsivatagosodott, ám a néhai civilizáció nyomait viselő világ képeit adja vissza; rozsdás hajóroncsoktól, a porlepte autópályákig, a magányosan rohadó szélerőműveken át, a homok által betemetett reptéren keresztül vezet utunk a játék világában fővárosul szolgáló Gázvárosba (Gastown).

## Történet
A játék elején, a filmekből azonos Max Rockatansky (ám a filmekben megtestesítő színészekre csak stílusában hasonlító) magányosan rója a Senkiföldjét, amikor az Mad Max: A harag útja  főgonoszának, Halhatlan Joe fiának, Scabrous Scrotus-nak az útjába kerül, harcban alul marad. Scabrous elviszi Max kultikus autóját az Interceptort és magára hagyja őt a sivatagban egy sebesült kutyával együtt. Magához térve, megpróbál menedéket keresni, ahová a kutya is elkíséri, így találkozik a szörnyszülött Chumbuckettel, aki egyfajta posztapokaliptikus vallási filozófia prófétájának tartja Max-et, ahol a V8-as motorok az istenek. Miután a kutya sebeit ellátják és a játék egy rövid bevezetőn keresztül bemutatja az irányítás és harc alapjait, majd újdonsült barátja homokfutójába ülve a vezetést is. Chumbucket hajlandó segíteni Max-nek, hogy visszaszerezze autóját és beteljesítse a bosszúját, de emlékezteti arra, hogy ez autó nélkül nem fog sikerülni és felajánlja a szolgálatait, tervrajzait és műhelyét is.

## Játékmenet
A játék egy TPS, azaz külső szemszögből játszható, főként akcióorientált kalandjáték ahol, a poszt-apokaliptikus elsivatagosodott, néhai civilizáció romjain keresztül kell új felszereléseket keresni, hogy a Magnum Opus-t, azaz a játékbeli járműt fejleszteni lehessen, így lehet eljutni a Senkifölde ezen játékban elérhető legnagyobb és vélhetően fővárosul szolgáló Gázvárosba. A bejárható terület különböző régiókra van osztva, ahol több ellenséges és baráti frakció található. Minden régióban található egy központi bázis, afféle erőd, ahol azok vezetőinek tett szívességekért cserébe Max használhatja az műhelyként is funkcionáló garázst, illetve feltöltheti tartalékait, egészségügyi állapotát gyógyíthatja és biztonságos falak között lehet. Minden régiónak van egy bizonyos fenyegetettségi szintje, amelyet a régión belüli ellenséges bázisok elfoglalásával, konvojok megsemmisítésével, aknamezők megtakarításával, mesterlövész és jelzőtornyok lerombolásával lehet csökkenteni. Amennyiben egy régió fenyegetettségi szintje nullára csökken, úgy az a terület a továbbiakban biztonságos lesz, nem marad rajta ellenség. A barátságos frakciók bázisain különböző fejlesztések lehetségesek, mint például vízdesztilláló, lőszerkészítő műhely, kukacfarm, vagy olajtartály. Ezek mindegyike valamilyen bónuszt ad a játékosnak.
Max egészségügyi állapotát víz vagy étel fogyasztásával lehet visszatölteni, lehetőség van korlátozott mennyiségben víz tárolására a főhősnél lévő kulacsban.
A játék harci elemei két fázisra bonthatóak, a közelharcra és a járműves üldözésekre:

### Közelharc
Amennyiben Max közelében ellenséges frakciók képviselői jelennek meg, úgy Max ráfókuszál hozzá legközelebb álló ellenfélre, akit egy kombós rendszerű harcban kell legyőznie. Két gomb szolgál a harci akciókra, az ütés és a védekezés, amely alapesetben kézitusa. Max mindig azt az ellenfelet üti, aki felé fordul és hozzá legközelebb áll. A kurzor segítségével lehet eldönteni, hogy merre forduljon, azaz kit üssön meg. Az ütés gombja amennyiben a játékos hosszan nyomja, úgy egy erőteljes ütést eredményez, ám ehhez pár másodperc erőgyűjtésre van szükség, eközben Max védtelen. A másik gomb a védekezést szolgálja, amikor a játékos felé irányuló ütés elindul, rövid ideig lehetőség van annak blokkolására, amelyet a játék az éppen támadó feje felett grafikusan is jelez. Lehetőség van továbbá egy kitérés manőverre, amely egy elgurulás, vagy tigrisbukfenc. Ez megszakítja az ütések kombóit, ám némely esetben csak így kerülhető el a sérülés. Max felvehet nagyobb ütő/zúzó fegyvereket, amelyek jóval nagyobb sebzést biztosítanak számára mint az öklei, ám ezek néhány ütés után eltörnek, használhatatlanok lesznek. További közelharci fegyver még a tőr, amelyből korlátozott mennyiség lehet a játékosnál, bizonyos kombók során, lehetőség van kivégezni az ellenfelet, ekkor a kés benne marad a testben, csak ritka esetekben lehet újrafelhasználni. Alapvető fegyver még a (filmekből is ismerős) rövid csövű sörétes puska, amelyből szintén csak korlátozott a muníció áll rendelkezésre, ám ezt a fegyvert az autós harcoknál is lehet használni.

### Autós összecsapások
Max és az őt segítő Chumbucket, a Magnum Opus-al, azaz a játékos által fejleszthető és egyedileg testreszabható autóval, képes komoly kárt és pusztítást okozni más járművekben és kisebb objektumokban. Az autós harcokat és üldözéseket megannyi passzív fejleszthetőség segít, olyanok mint az acélból készült szöges gallytörők, a felnikre szerelt éles fogazatok, a kasztniból kiálló tüskék. A passzív védelmet az autó pajzsa jelenti ami szintén fejleszthető. Az aktív fegyverek között szerepel Max sörétes puskája, amivel kerekekre, az ellenséges jármű pilótájára vagy bizonyos típusú járművek esetében a benzintankra lehet lőni. Chumbucket az autó csomagtartójában kialakított figyelőállásból segíti a főhőst, szigonypuskájával, illetve robbanó lándzsáival. A benzintanhoz lángszórókat is lehet telepíteni, amely hatalmas sugárban égeti el az üzemanyagot az autóra szerelt fúvókákon keresztül. Max rendelkezik egy távcsöves mesterlövész puskával, amit csak az autó hátsó figyelőállásán tud használni. Ezt leginkább távoli bázisok védelmének meggyengítésében használja és célzás közben Chumbucket lassú tempóval képes haladni. Mindent összevetve, a felsorolt fegyverek kombinációjával számtalan módon lehetséges akár nagyobb ellenséges konvojok likvidálása is.

## Magnum Opus
A játék egyik leghangsúlyosabb része a jármű, Chumbuckettől eredő elnevezése szerint a Magnum Opus, azaz a Nagy Mű. A játék elején csak egy rozsdás összetákolt autó, ám ahogy a játékos halad előre a történetben, úgy fejlesztheti azt, villámgyors versenyautóvá, vagy megállíthatatlan tankká. A fejlesztések összefüggenek, nem lehetséges egyszerre villámgyors, rengeteg fegyverrel felszerelt, és elpusztíthatatlan autót létrehozni. A nagyobb gallytörő és a nehéz páncél lassítja az autó végsebességét, míg az erősebb motorok és a kerekekre szerelt fogazott tárcsák az irányíthatóság rovására mennek. A Garázs menüben az alkatrészek között válogatva, pontos információt árul el a játék arról, hogy milyen fejlesztés mennyiben befolyásolja akár pozitívan, akár negatívan a Magnum Opus tulajdonságait.
A járművek korlátozott üzemanyaggal rendelkeznek, a Senkiföldjén található benzineskannák segítségével tölthetőek újra. Az autó roncsolódik, nem megfelelő vezetés során, vagy az ellenség által okozott kár összetörheti, felrobbanthatja. Amennyiben a játékos kiszáll az autóból, Chumbucket elkezdi javítani azt. A javítás gyorsasági szintén fejleszthető.
Az testreszabhatóság jegyében, a fejlesztők nem csak funkcionális fejlesztéseket, de optikai tuningokat is készítettek a játékhoz, így az autótest, alapszín, festett motívumok és orr és fardíszek között válogathat a játékos, hogy minél inkább a saját stílusát alkothassa meg.

### Archangels
A fejlesztők szerettek volna az autóépítés teljes szabadsága mellé olyan irányvonalakat adni, amelyek bizonyos funkciókra vannak kitalálva, ezek lettek az Arkangyalok, amelyek a fix felszerelésből és kinézetből állnak. Amennyiben a játékos rendelkezik az adott Arkangyal összes elemével, úgy megépítheti azt. Az Arkangyalok között megtalálható csak sebességre, védekezésre és támadásra készült járművek is, illetve azok hibridjei.

## Frakciók, ellenségek és barátok
Max első számú társa Chumbucket, aki valamennyi autós kalandjára elkíséri és aktívan segíti őt. Miután a saját műhelyéül szolgáló hajóroncsot felrobbantják, azt javasolja Maxnek, hogy a közeli valahai világítótoronyban tanyát verő, Jeet-hez költözzenek be. Ő néhány személyes szívességért cserébe megengedi, hogy a játékos használja a műhelyét, és bármikor odahúzódhat a vihar elől. Jeet-hez hasonlóan, Gutgash, Pink Eye, Deep Friah is bizonyos küldetésekért biztosítja az erődjét a Maxnek.
Rajtuk kívül, három ellenséges frakció létezik; War boys, Roadkill és a Buzzards.

## Küldetések, mellékküldetések
A játékban egy fő cselekményvonal van, amely átível valamennyi barátságos Frakció erődjén, és végül elér Gázvárosba, ahol a játékos beteljesítheti Max bosszúját.
A küldetések típusai bár nem túl választékosak, mégis különböznek egymástól. A Senkiföldjén rengeteg bunker, olajfúró torony, üzemanyagsiló, vagy helyőrség található. A küldetések alatt Max-nek ezeket kell megtisztítania, hogy új alkatrészt szerezzen, vagy átjuthasson egy ellenséges frakció által birtokolt, stratégiailag fontos átjárón. Valamennyi esetben a Magnum Opust irányítva kell eljutni a célig, ahol Max teljesíti a rábízott küldetést.

### Opcionális feladatok
A Senkiföldjén található bázisok, konvojutak, őrtornyok, lövésztornyok, aknamezők és "guberáló" helyszínek mind felfedezésre várnak. 
- A bázisok elfoglalása három módon történhet; meg kell ölni valamennyi ellenséges egységet a bázison belül, el kell pusztítani a célobjektumot (üzemanyagtartályok vagy olajfúró torony), illetve meg kell ölni a tábor vezetőjét, akit a játék Top Dog-nak hív. Ha a bázis elfoglalásra kerül, úgy a régióban élő, szövetséges frakció emberei megjelennek ott, amely időnként fizetőeszközt biztosít a játékosnak.
- A konvojutak megtisztítása minden esetben, a konvoj fő járművének az elpusztítása. Ha ez sikerül egy egyedi orr, vagy fardísz a jutalom a Magnum Opusra.
- Az őrtornyok és lövésztornyok nagy számban vannak jelen az összes régióban, ezeket a Magnum Opus segítségével lehet lerombolni.
- Az aknamezők megtisztítására Chumbucket homokfutójával és a játék elején megmentett kutyával van lehetőség. A homokfutó hátuljában lévő kutya hangos ugatással jelzi a közelben lévő aknamezőt és nyüszítéssel a közelben lévő aknát. Egy aknamezőn három aknát kell semlegesíteni a játékosnak.
- "Guberáló" helyszínből rengeteg található a térképen, ezek lehetnek elhagyatott putrik, rozsdásodó roncsok vagy lakott területek is.

### Kihívások, rangok és Griffa érméi
A játék rengeteg kihívást állít a játékos elé, amelyek teljesítésével egy Érméket (Griffa Token) kaphat. Ezek között megtalálható a sivatagban kóborló túlélők vízzel kínálása, a bizonyos számú ellenfél megölése, a drótkötélen való lecsúszás, sikeres kombók teljesítése, illetve az autóval való pusztítások is beletartoznak. Több mint 100 ilyen kihívás létezik, és minden egyes kihívás teljesítése eggyel növeli a játékos Rangját, ami rangonként egy tízes skálán halad felfelé, csúcsa a Road Warrior. Ezen felül a játékos kap egy Griffa érmét, amit az időnként a régióban megjelenő, rejtélyes idegennél válthat be, különböző képességekre, amelyek több életet, több vizet, jobb fegyverbírást biztosíthatnak.

## Fizetőeszköz és gyűjthető tárgyak
A játék fizetőeszközeként az alkatrész darabok funkcionálnak. Ilyenek szerezhetőek a guberáló pontokon, a megsemmisített járművek és őrtornyok romjai közül, elhullott ellenfelek holttestét átkutatva, különleges szállítójárművek a erődbe történő szállításával, illetve a már elfoglalt bázisok időnként küldenek. A Magnum Opus valamennyi fejlesztése az ilyen alkatrészekből fedezhető, de Max olyan alaptulajdonságai tuningolhatóak belőle, mint a támadás sebzése, a védekezés és sebzésfelfogás. Vásárolható még jobb sörétes puska, nagyobb teherbírású taktikai öv, illetve különböző aktív képességek, amelyek a közelharcban alkalmazhatóak.
Max a kalandjai során, történelmi relikviákat találhat, amelyek a letűnt világ civilizációjáról árulkodnak. Ezek lehetnek fényképek, táblák, vagy levelek.
Az ellenfelek némely járműve is begyűjthető, ezeket elfoglalása után el kell vezetni a legközelebbi Erődbe, hogy hozzáadódjon a gyűjteményhez.

## Halálfutam
Valamennyi régióban megtalálhatóak a Halálfutamok (Death Run), amelyek rendkívül változatos, sivatagi hajszát hívatottak megjeleníteni a játékon belül. Mindnek az alapja, hogy a kiindulási pontról, bizonyos idő alatt elérjen a játékos a célig, ám a megtett út, típusonként változhat. Jellemzőjük, hogy minden esetben szabad a másik járművét támadni a rendelkezésre álló fegyverekkel.